# Grünes Labor Coburg

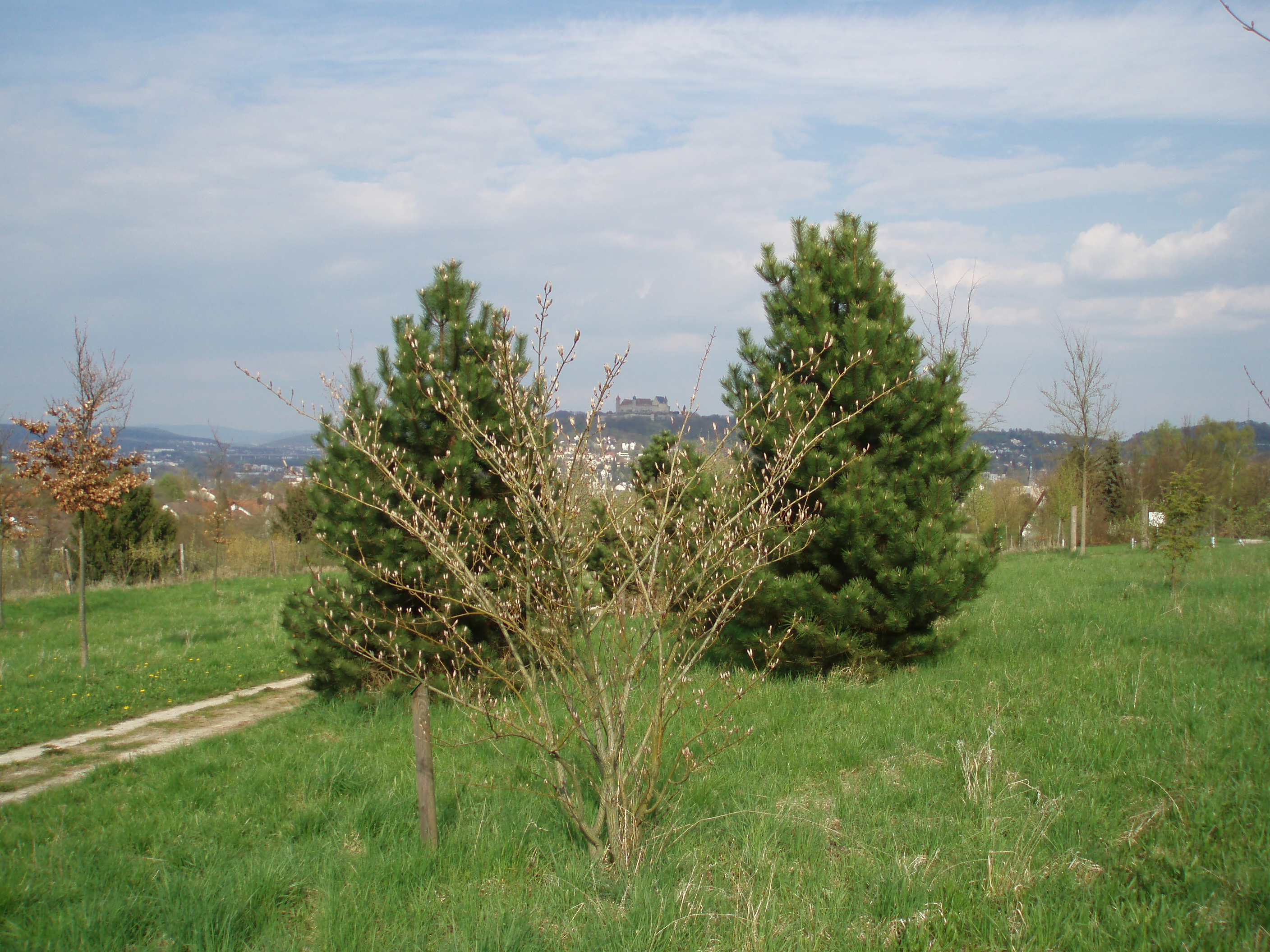
Grünes Labor Coburg, vorne Streifen-Ahorn (Acer pensylvanicum) und zwei Österreichische Schwarzkiefern (Pinus nigra austriatica), im Hintergrund die Veste Coburg.

Das Grüne Labor Coburg ist ein Versuchsgarten für Forschungszwecke in der oberfränkischen Stadt Coburg. Der Garten entstand im Jahre 2000 und hat eine Ausdehnung von etwa 2500 Quadratmetern; Standort ist auf einem Hügel im westlichen Teil der Stadt am Himmelsacker unterhalb des Bismarckturmes. Es ist der erste deutsche Versuchsgarten für Bäume im urbanen Bereich.

## Geschichte

### Planung
Initiiert wurde das bisher einmalige Projekt von der deutsch-österreichischen Sektion („Chapter Germany-Austria“) der Internationalen Baumpflege-Gesellschaft (engl. International Society of Arboriculture, abgekürzt ISA). Innerhalb der ISA hat sich mittlerweile die deutsch-österreichische Sektion aus organisatorischen Gründen in eine deutsche und eine österreichische Sektion aufgespalten, die jedoch weiterhin eng miteinander kooperieren. Zu Beginn wurde dieser Versuchsgarten auch als „Lebendes Labor“ bezeichnet, das Schild am Eingang zeugte bis 2015 davon.
Am 9. November 2015 wurde ein neues Schild im „Grünen Labor Coburg“ aufgestellt, das auch die Sponsoren der Einrichtung berücksichtigt. Im März 2020 wurde zum zwanzigjährigen Jubiläum eine öffentliche Veranstaltung im Grünflächenamt Coburg durchgeführt. Hartmut Balder präsentierte seine bisherigen Auswertungen. Zudem wurde eine Schwarzpappel als Jubiläumsbaum im Grünen Labor gesetzt.
Das Projekt wurde deutschlandweit ausgeschrieben. Unter den acht Städten, die sich beworben hatten, erhielt die Stadt Coburg den Zuschlag. Hauptgründe waren die Zusage der Stadt, dass das Areal langfristig nicht verkauft oder bebaut wird, sowie der Einsatz des Vereins „Baumschutz Coburg e. V.“ mit seinem Gründer und Vorsitzenden Horst Schunk, der auch als Stadtrat für den Baumschutz eintrat. In ihrer Vorstandssitzung vom 22. April 1999 hat die deutsch-österreichische Sektion der ISA, auf Initiative des Präsidenten Hartmut Schmidt († 2014), die Realisierung des Grünen Labors in Coburg beschlossen.

### Anlage des Gartens

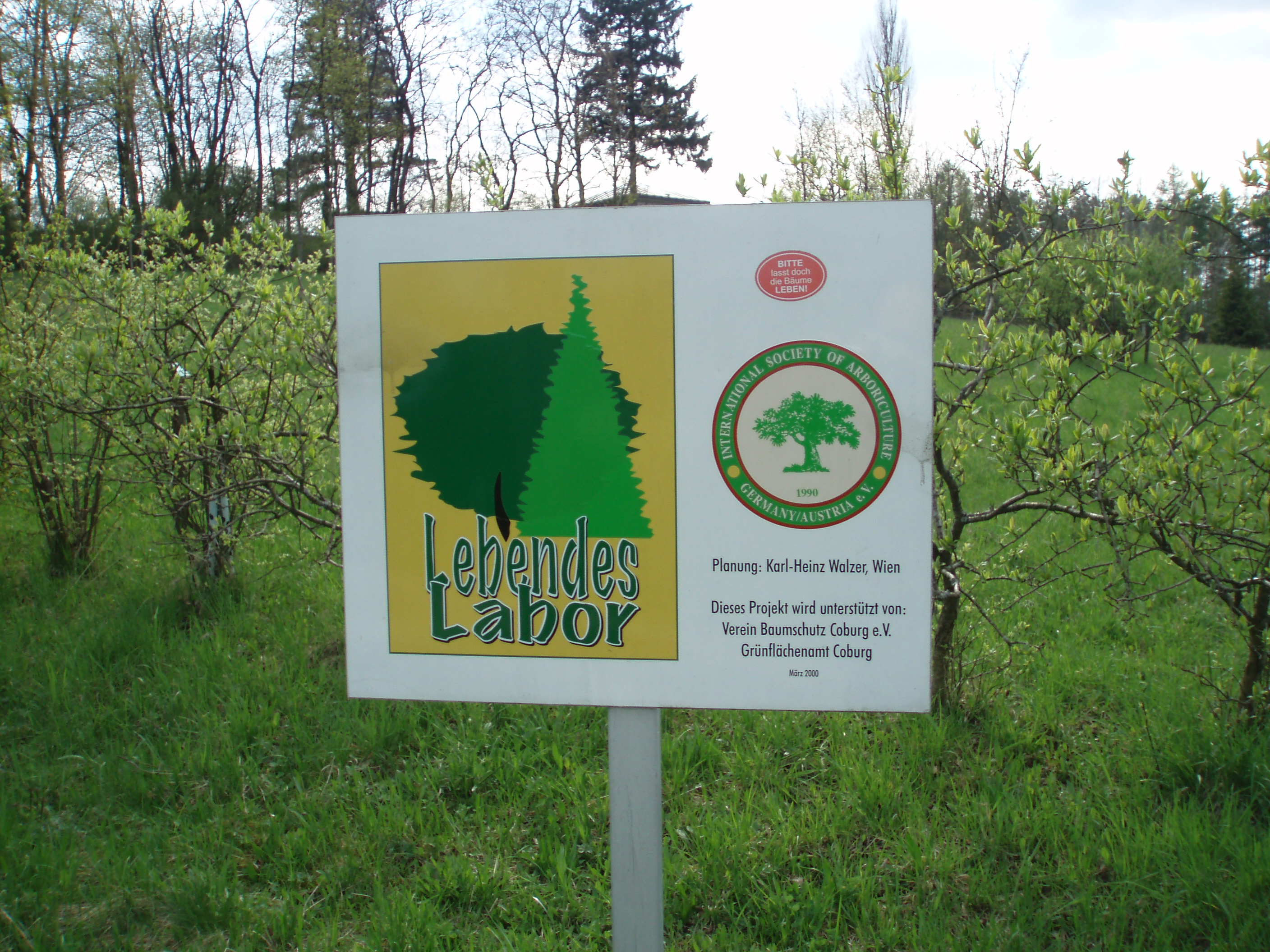
Informationsschild

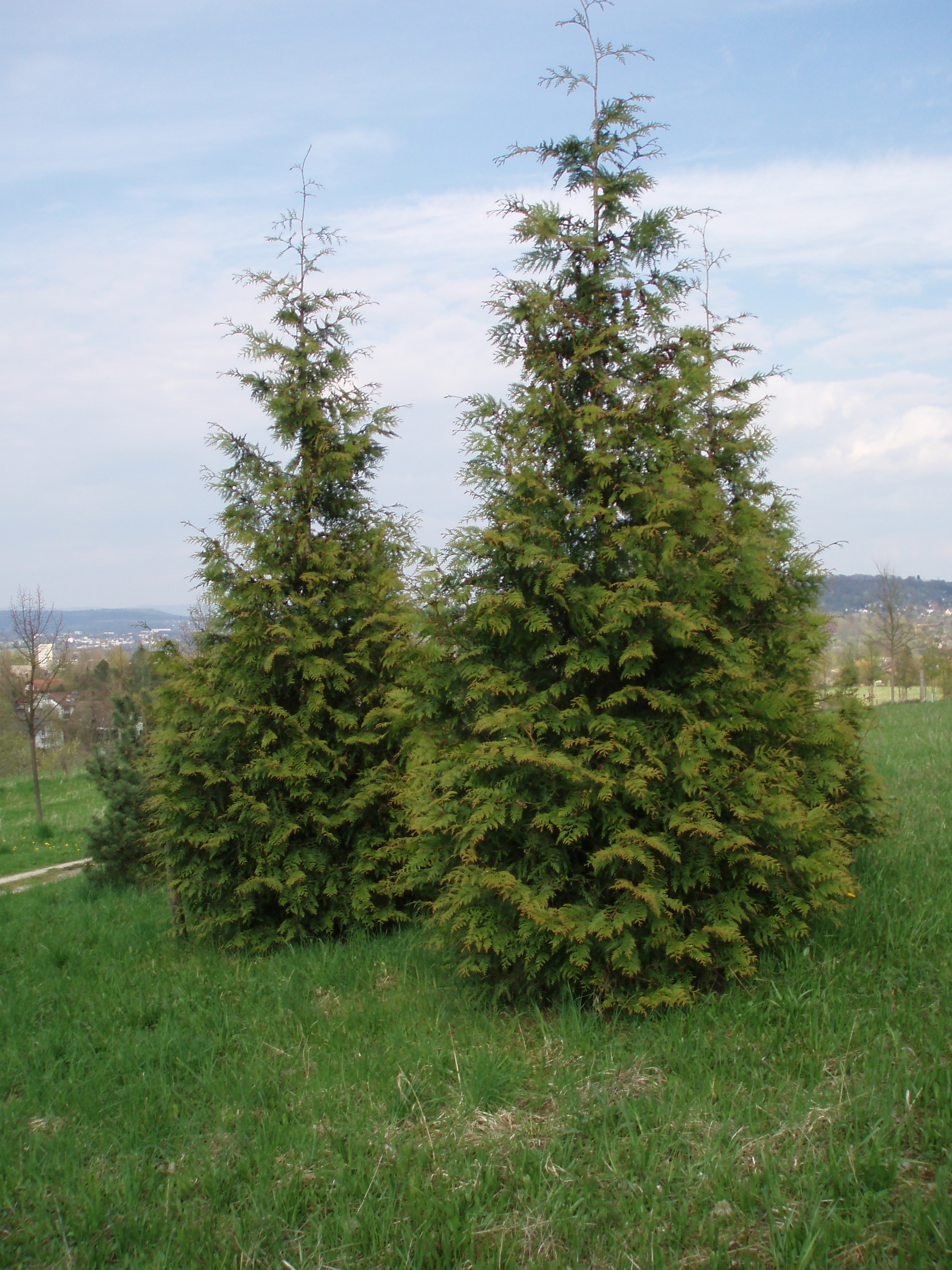
Dreierpflanzung von Riesen-Thujas (Thuja plicata 'Excelsa')

Mit der Umsetzung des Konzepts für das Grüne Labor Coburg wurde Landschaftsarchitekt Karl-Heinz Walzer aus Wien (ISA Austria) (1943–2021) betraut. Er wurde durch Hans-Hermann Stöteler aus Ahaus, damals ebenfalls von der ISA, unterstützt. Stöteler, der die von Walzer ausgewählten Gehölze überregional besorgte und durch seine Firma pflanzen ließ, trat zudem häufig als Sponsor für das Grüne Labor in Erscheinung. Am 7. April 2022 wurde in Erinnerung und zu Ehren von Karl-Heinz Walzer aus Wien eine Purpur-Erle im Grünen Labor Coburg gesetzt, ein Baum, von der Baumschule Späth in Berlin gesponsert. Und von Hartmut Balder direkt aus Berlin nach Coburg mitgebracht.
Die Stadt Coburg mit Amtsleiter Gerhard Seiffert vom Grünflächenamt Coburg sowie mit Stadtförster Wolfgang Eidloth an der Spitze übernahm (und übernimmt auch weiterhin) die Grundpflege des Projekts.
Horst Schunk gab als zusätzlicher Betreuer Anregungen und fungierte als Mittler zwischen den Initiatoren. Als Herstellungswert für das Grüne Labor Coburg wurden 75.000 DM berechnet.
Auf dem zirka 2.500 Quadratmeter großen, vorher brachliegenden Areal wurden folgende Vorgaben umgesetzt:
Pflanzung von Bäumen der gemäßigten Klimazone weltweit, die im urbanen Bereich der vorliegenden Klimazone eingebracht werden können, und zwar
- in verschiedenen Substraten
- in verschiedenen Pflanzsystemen
- verschiedene Gattungen / Arten (Stadtbäume)
- Exotengarten-Kontinentengarten
- Obstgarten

Zusätzlich wurden für den Einfassungsbereich (als Alternativen zu Koniferenhecken) als Musterpflanzungen vorgesehen:
- Heckenpflanzungen für Fruchtgenuss
- Nutzpflanzen für Fruchtgenuss.

Nach Abschluss der Planungen wurden die Arbeiten zunächst im Raum Coburg ausgeschrieben. Da sich bei dieser ersten Ausschreibung keine Landschaftsbaufirma für den Auftrag fand, erfolgte eine zweite Ausschreibung, in deren Folge die Firma von Hans Hermann Stöteler aus Ahaus im Münsterland den Zuschlag erhielt. Stöteler besorgte im Anschluss überregional alle Gehölze.
Bei Pflanzungen im März 2000 wurden Exemplare von über 80 Baumarten gepflanzt, die am Standort in Coburg gedeihen können. Darunter sind typische Stadtbäume, aber auch Bäume aus Wald und Feld, sowie Obstbäume. Es wurden sowohl einheimische als auch exotische Arten gepflanzt. Darunter sind Nadelbäume der Gattungen Fichten, Kiefern, Thujas und Hemlocktannen sowie der Riesenmammutbaum (Sequoiadendron giganteum); an Laubholzgattungen sind Birken, Hartriegel, Linden, Eschen, Speierling, Mehlbeeren und Kirschen vertreten. Im „Obstlabor“ wurden 17 Apfelsorten (siehe auch Liste der Apfelsorten) gesetzt:
- Borowinka
- Coburger Mai
- Cox Pomona
- Danziger Kantapfel
- Dülmener Rosenapfel
- Freiherr v. Berlepsch
- Gelber Edelapfel
- Goldrenette von Blenheim
- Gravensteiner Ottinghäuser
- Prinzenapfel
- Roter Herbstkalvill
- Schöner von Herrnhut
- Schöner aus Nordhausen
- Wetteringer Taubenapfel
- Zuccalmaglios Renette

Am Nordrand des Geländes wurden ergänzend Johannisbeeren, Mispeln und Quitten gepflanzt.
An einigen noch freien Stellen im Grünen Labor wurden im Nachgang weitere Bäume von baumfreundlichen Bürgern spendiert und gepflanzt, darunter Flügelnuss, Walnussbaum, Götterbaum, Italienische Erle und Schnurbaum.
Wolfgang Eidloth vom Grünflächenamt Coburg betreute diese Einrichtung in den ersten Jahren seitens der Stadt Coburg. Hans-Hermann Stöteler, ISA Germany und Josef Klaffenböck von der ISA Austria sowie Hartmut Balder, Berlin, waren und sind stets begleitende Personen.

## Aktuelles

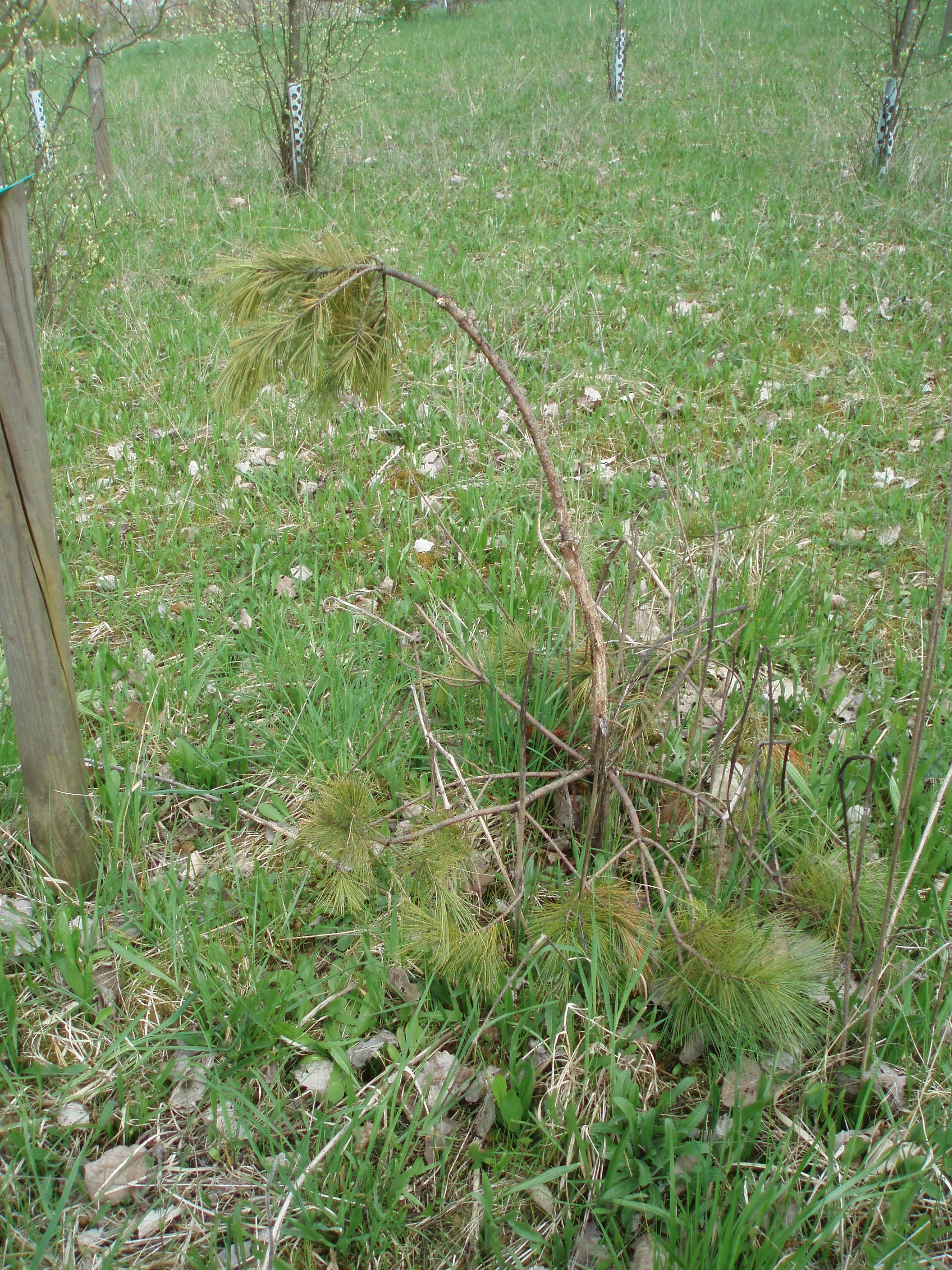
Durch Wildverbiss geschädigtes Exemplar der Weymouth-Kiefer (Pinus strobus)

Ziel des Langzeitprojektes ist die Klärung folgender Fragen: Wie entwickeln sich unterschiedliche Gehölze in Zeiten, die durch einen beschleunigten Klimawandel geprägt sind? Wie verhalten sich Bäume untereinander? Welche Bäume eignen sich zukünftig für Städte und Gemeinden?
Hartmut Balder von der Technische Hochschule Berlin betreut mit seinen Studenten das „Grüne Labor“ und wertet erste Ergebnisse aus. Angelegt wurde das Grüne Labor als Langzeitprojekt, das kommenden Generationen grundlegende Ergebnisse zur Verfügung stellen soll. Als zusätzlicher Effekt wird der „Baumschutzgedanke“ gesehen. 
Im Juli 2021 wurde im Grünen Labor ein sog. „Umweltsensor“ in den Erdboden gesetzt. Er soll stündlich, mindestens sechs Jahre lang, Daten über Feuchtigkeit und Temperatur messen und an die „SÜC dacor“ melden. Diese Daten sind dann auf der Website der „SÜC dacor“ abrufbar. 
Im April 2022 wurde für den Planer des Grünen Labors, Karl-Heinz Walzer aus Wien, eine Purpur-Erle als Erinnerungsbaum gepflanzt. Gesponsert von der Baumschule Späth aus Berlin.
Der Versuchsgarten steht den Bürgern offen, er kann jederzeit besucht und begangen werden.